# Abandon d'enfant
Pour les articles homonymes, voir Abandon.

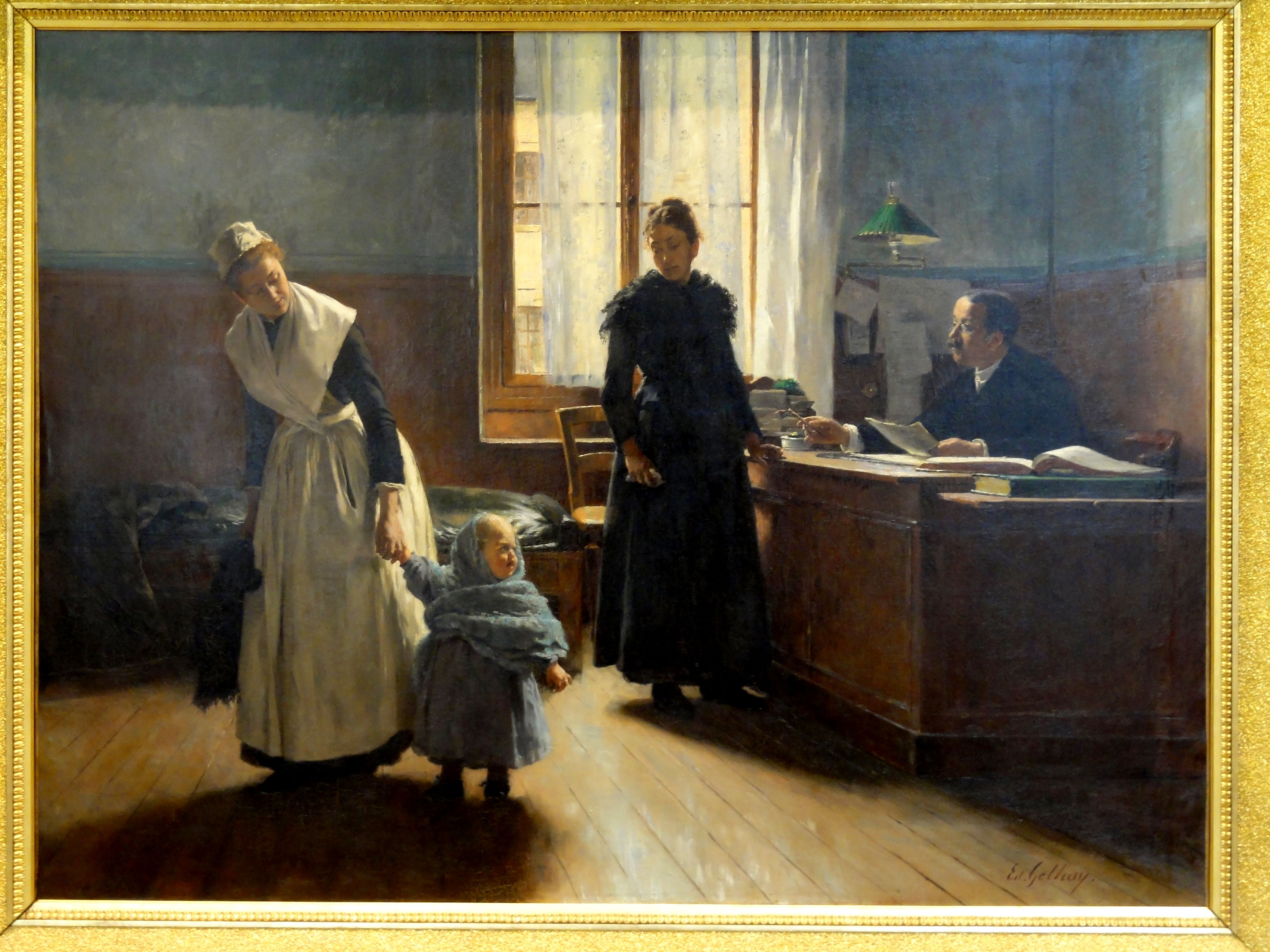
Édouard Gelhay, Aux Enfants-assistés : L'Abandon, 1886.

L’abandon d'enfant peut prendre plusieurs formes. L'abandon des nouveau-nés fut une pratique courante dans la Rome antique pour limiter le nombre d'enfants par famille. Ailleurs, il a été pratiqué le plus souvent en raison de la pauvreté, les parents ne pouvant plus nourrir leurs enfants et préférant les abandonner (parfois définitivement, parfois provisoirement) à d'autres familles, à des marchands d'esclaves, ou aux charités, selon les lieux et les époques.  
L'abandon du nouveau-né est légal dans certains pays et sous des conditions strictes ; il permet au nouveau-né d'être pris en charge et éventuellement d'être adopté.

## Histoire de l'abandon
Historiquement, de nombreuses cultures de l'Antiquité ont pratiqué l'abandon des nouveau-nés, la mythologie gréco-romaine et les écritures hébraïques évoquent souvent une forme de cet abandon appelé exposition de l'enfant.    

### Empire romain durant le paganisme
Durant l'Empire Romain, avant l'influence de la christianisation, les taux d'infanticides et d'abandons d'enfant étaient élevés. La pratique était qu'un citoyen, père de l'enfant, choisissait d'accepter ou non le nouveau-né dans la famille. La sage-femme déposait le nouveau-né à terre devant le père, qui acceptait et reconnaissait l'enfant en le soulevant de terre. L'enfant qui n'avait pas été soulevé par son père était « exposé ». Exposer un enfant signifiait l'abandonner devant la porte du logis ou dans une décharge publique où des adultes pouvaient le recueillir. Les enfants étaient exposés ou tués lorsqu'ils souffraient d'une malformation. Souvent, les nouveau-nés étaient exposés lorsqu'ils étaient nés hors mariage (fille non mariée) ou parce qu'un citoyen soupçonnait sa femme d'adultère. Beaucoup d'enfants étaient également abandonnés pour des raisons financières, les parents préférant avoir un nombre restreint d'enfants à nourrir et à éduquer chez les Romains de classes moyennes ou pauvres. Chez les riches, les enfants pouvaient être abandonnés pour éviter les problèmes de succession. Il arrivait aussi que les parents exposent leur enfant, pour des raisons politico-religieuses, en signe de protestation.
Les enfants abandonnés mouraient très souvent. Parfois, ils étaient recueillis pour devenir esclaves. Dans certains cas, ils pouvaient être secrètement recueillis par des proches ou subordonnés lorsque la mère voulait protéger l'enfant à l'insu de son mari.

### Empire romain christianisé
La Patria Protestas romaine de droit de vie et de mort du père sur les enfants est abolie en 374, la loi impériale « Lex Pompeia de parricidis » interdisant l'exposition des enfants.
En France, l’exposition des enfants aux portes des églises remonte au IVe siècle. Le premier asile pour enfants est fondé par l’évêque d’Angers au VIIe siècle.

### Du Moyen Âge à la révolution industrielle
En Europe, au XVIe siècle, l'abandon tombe en désuétude avec l'institutionnalisation (par l'État, l'Église, telle la maison de la Couche fondée en 1638 par Vincent de Paul) du recueil des enfants. À partir du XVIIIe siècle, la mise en place des tours d'abandon (présentes en Italie dès le XVe siècle) permet aux mères d'abandonner leurs enfants dans des lieux sûrs. En 1788, la création de la Société de Charité Maternelle, organisme philanthropique placé sous le patronage de la Reine Marie-Antoinette, vise à empêcher en France l'abandon des enfants issus de familles pauvres.
En décembre 1796, la Loi du 27 frimaire an V met en place les grands principes du gouvernement sur l'assistance des enfants abandonnés, trouvés, et elle est conservée pendant le Consulat et le Premier Empire. Au début du XIXe siècle, la philanthropie catholique envoie des orphelins, jeunes délinquants ou enfants abandonnés dans des colonies agricoles placées non loin des colonies pénitentiaires. Au milieu du XIXe siècle, 25 à 30 000 enfants sont abandonnés par an en Europe. Plus de trois millions d’enfants sont « exposés » par les Français, trois ou quatre fois plus à l’échelle continentale entre 1750 et 1950[incompréhensible].

### AuXXesiècle
L'Assistance publique créée sous la Troisième République place les enfants essentiellement en campagne dans des familles d'accueil rurales, nombreuses, rétribuées pour ce service. Une évolution notable en France a lieu avec la procédure d'adoption promulguée par le décret-loi du 29 juillet 1939 du Code de la famille (légitimation adoptive permettant de rompre avec la famille d'origine) qui a pour effet de confier l'enfant abandonné à un couple sans enfant, citadin et riche.

### Début duXXIesiècle
L'abandon de nouveau-né est légal et régulé dans certains pays. C'est le cas pour les safe-haven laws (en) dans certains États des États-Unis, qui permet à la mère d'accoucher à l'hôpital et en toute légalité, réduisant ainsi les cas de mortalité infantile. En ce cas, l'abandon d'enfant hors de cette procédure est souvent pénalisé. 
Certains pays du Maghreb, dont le Maroc et l'Algérie, tolèrent la pratique de l'abandon d'enfants, et ont mis en place des formes d'accouchement sous X, sans que celles-ci soient officialisées ; au Maroc, ceci va de pair avec une criminalisation de la mère, assimilée à une prostituée.[réf. nécessaire]
Il existe depuis quelques années[évasif] dans certains pays européens (Hongrie, Suède…) des "boîtes à bébés" (Babyklappen en Allemagne) installés auprès de certains établissements de santé pour les enfants. Les enfants qui auraient pu être déposés dans la rue, voire tués, peuvent y être déposés en toute discrétion dans une de ces boîtes conçues comme des couveuses. 400 enfants auraient été ainsi récupérés ces dernières années[Où ?][réf. nécessaire].

## Causes
Ce phénomène d'abandon s'explique par plusieurs causes, tenant soit à l'incapacité économique d'un parent de subvenir à ses besoins, soit à des raisons psychologiques, soit à des raisons d'ordre social tenant par exemple au stigmate frappant les enfants naturels, nés hors-mariage. [réf. nécessaire]
Les raisons de l'abandon en France [évasif]: grossesse issu d'un viol, pauvreté, le très jeune âge des parents biologiques, la découverte d'un handicap de l'enfant pendant la grossesse.[réf. nécessaire]

## Solutions
- foyer pour enfants (pouponnière) ;
- placement en famille d'accueil ;
- adoption dans une nouvelle famille avec création de liens de filiation.

La plupart des enfants adoptables en France ne sont pas orphelins[évasif][réf. nécessaire]. Leurs familles biologiques ne pouvant prendre soin d'eux, l'adoption est une solution pour trouver une famille à l'enfant.[réf. nécessaire]